# Brookline (Nou Hampshire)
Brookline és una població dels Estats Units a l'estat de Nou Hampshire. Segons el cens del 2000 tenia 4.181 habitants.

## Demografia
Segons el cens del 2000, Brookline tenia 4.181 habitants, 1.343 habitatges, i 1.146 famílies. La densitat de població era de 81,7 habitants per km².
Dels 1.343 habitatges en un 51,9% hi vivien nens de menys de 18 anys, en un 76,7% hi vivien parelles casades, en un 5,7% dones solteres, i en un 14,6% no eren unitats familiars. En el 10,6% dels habitatges hi vivien persones soles el 3,1% de les quals corresponia a persones de 65 anys o més que vivien soles. El nombre mitjà de persones vivint en cada habitatge era de 3,11 i el nombre mitjà de persones que vivien en cada família era de 3,36.
Per edats la població es repartia de la següent manera: un 33,6% tenia menys de 18 anys, un 4% entre 18 i 24, un 35,7% entre 25 i 44, un 21,6% de 45 a 60 i un 5% 65 anys o més.
L'edat mediana era de 36 anys. Per cada 100 dones de 18 o més anys hi havia 98,6 homes.
La renda mediana per habitatge era de 77.075$ i la renda mediana per família de 80.214$. Els homes tenien una renda mediana de 55.417$ mentre que les dones 32.750$. La renda per capita de la població era de 29.272$. Entorn del 0,9% de les famílies i el 0,8% de la població estaven per davall del llindar de pobresa.